# Birth Live'01
『Birth Live'01』（バース・ライブ・ゼロイチ）は、奥井雅美のライブ映像作品である。
2001年9月5日にスターチャイルドよりDVDが発売・販売された。

## 概要
- 内容は2000年3月13日に行われた「Masami Okui Birth-Live '01 -anison festival-」の模様を収録している。
- 先に発売されたアルバム『DEVOTION』作成中にプロデューサーの矢吹俊郎の元を離れ、事務所も独立したため、矢吹がプロデュースした最後の作品となった。同時にその時点までライブでバックミュージシャンを務めていたROYAL STRAIGHTSのメンバー達の参加も最後となったため、帯タタキに「Thank you, Original Family!!」と記されている。
- 本作よりVHS版のリリースが無くなっている。
- 実際に演奏された曲のうち、「輪舞-revolution」、「天使の休息」、「Never die」、ゲストボーカルとして林原めぐみが参加した「Get along」がカットされている。

## 演奏会場
- 赤坂BLITZ （2001年3月13日）

## 収録内容
1. Opening
2. INT.
3. J
4. 誰よりもずっと…
5. I WAS BORN TO FALL IN LOVE
6. Key
7. 乱舞
8. SOMEDAY
9. 空にかける橋
10. 女神になりたい〜for a yours〜
11. Shuffle
12. I'd love you to touch me
13. Live alone…千年たっても
14. only one, No.1
15. 邪魔はさせない
16. そうだ、ぜったい。
17. EN.1 MASK
18. 邪魔はさせない
19. EN.2 Birth

## 参加ミュージシャン
ROYAL STRAIGHTS
- ドラム：佐藤強一
- ベース：住吉中
- ベース：山田正人
- ベース：佐藤秀樹
- ギター：遠藤太郎
- ギター：中川雅也
- ギター：渡辺格
- ギター：市川祥治
- キーボード：大平勉
- サックス：藤陵雅裕
- コーラス：遠藤ケロ
- コーラス：竹内千佳
- コーラス：井上純一
- ダンサー：山城陽子
- ダンサー：稲垣亜矢